# Нечаєнко Олександр Васильович
Олександр Васильович Нечаєнко (7 липня 1914, місто Тирасполь, тепер Придністров'я, Молдова — ?) — молдавський радянський діяч, 1-й секретар Тираспольського міського комітету КП Молдавії, міністр місцевої промисловості Молдавської РСР. Член ЦК КП Молдавії в 1960—1981 роках. Кандидат у члени ЦК КП Молдавії в 1981—1986 роках. Депутат Верховної Ради Молдавської РСР 6—10-го скликань.

## Біографія
Народився в селянській родині. У 1934 році закінчив Одеський енергетичний технікум.
У 1934—1941 роках — електротехнік, інженер, начальник електроцеху Тираспольської ТЕЦ.
У серпні 1941—1945 роках — у Червоній армії, учасник німецько-радянської війни. Служив заступником командира 10-ї окремої підйомно-кранової залізничної роти 1-ї гвардійської залізничної бригади.
Член ВКП(б) з 1943 року.
У 1946—1951 роках — начальник електроцеху Тираспольської ТЕЦ.
У 1951—1961 роках — директор Тираспольського машинобудівного заводу імені Кірова.
У 1961—1964 роках — 1-й секретар Тираспольського міського комітету КП Молдавії.
У 1962 році закінчив заочно Одеський технологічний інститут харчової промисловості та холодильних установок.
У 1964—1965 роках — завідувач промислово-транспортного відділу ЦК КП Молдавії.
18 жовтня 1965 — 7 березня 1984 року — міністр місцевої промисловості Молдавської РСР.
З березня 1984 року — персональний пенсіонер.

## Звання
- старший технік-лейтенант
- капітан

## Нагороди
- орден Жовтневої Революції
- орден Трудового Червоного Прапора
- орден Червоної Зірки (5.11.1944)
- медаль «За оборону Одеси»
- медаль «За оборону Кавказу»
- медаль «За визволення Варшави»
- медаль «За взяття Берліна»
- медаль «За перемогу над Німеччиною у Великій Вітчизняній війні 1941—1945 рр.» (1945)
- медалі
- Заслужений працівник промисловості Молдавської РСР